# مسعود منفرد نياكي
مسعود منفرد نياكي(ولد في سنة 1930 - توفي في سنة 1985). وهو ضابط في القوات المسلحة الإيرانية كان له دور فعال في الحرب الإيرانية العراقية اثناء تحرير مدينة خرمشهر الإيرانية. بعد سقوط نظام الشاه تم تعين نياكي قائد للفرقة المدرعة 88 في زاهدان وفي سنة 1981 تم تعينه قائد للفرقة المدرعة 92 في خوزستان اثناء الحرب العراقية الإيرانية. قتل نياكي اثناء مناورات عسكرية في قوات الفرقة تكار 58 ذوالفقار في شاهرود .